# 約翰遜城 (紐約州)

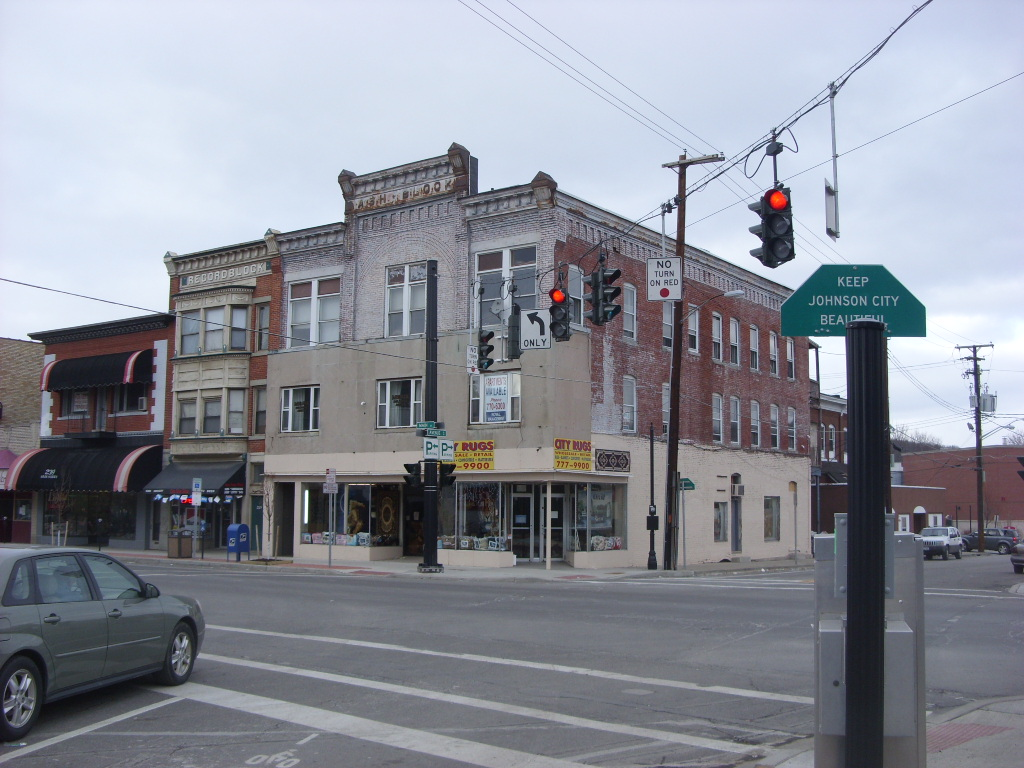
约翰逊城

约翰逊城（Johnson City）是纽约州布鲁姆县的一个村。在2010年人口普查中，本城的人口有15,174。本城是宾汉姆顿大都会区的一部分。面积有4.6平方英里（12平方公里）。